# 汉滩江站
汉滩江站（：／ Hantangang yeok */?）是京元線一座已經關閉的鐵路車站，位于韓國京畿道漣川郡全谷邑全谷4里。

## 車站結構

### 月台配置
| ↑哨城 |
| 月台  |
| 全谷↓ |

| 月台 | 路線   | 類別     | 目的地               |
| ---- | ------ | -------- | -------------------- |
| 月台 | 京元線 | 通勤列車 | 白馬高地、東豆川方向 |

## 历史
- 1975年6月28日：本站啟用。
- 2011年7月28日：受到韓國中部集中暴雨影響而導致路線流失，列車因此停駛。
- 2012年3月21日：哨城鐵橋完工，通勤列車復駛，同時列車減少為一天六往返。
- 2012年7月1日：通勤列車增開班次。
- 2014年8月1日：和平列車(DMZ-Train)運行開始。
- 2017年7月1日：和平列車(DMZ-Train)本站不停，直接通過。
- 2023年12月16日：廢站。

## 车站周边
- 漢灘江
- 漢灘江遊園地
- 漢灘橋
- 全谷史前博物館

## 相鄰車站
韓國鐵道公社
京元線
哨城里－漢灘江－全谷